# Rettensee
Der Rettensee ist ein mineralischer Kleinsee in den Loisach-Kochelsee-Mooren. Er besitzt keine oberirdischen Zu- oder Abflüsse und wird nur durch Grundwasser gespeist. Der See ist ca. 50 m breit.
Das Benediktinerkloster Benediktbeuern hatte einst das Fischrecht für den See. Aktuell wird das Fischereirecht von der Bayer. Verwaltung der staatl. Schlösser, Gärten und Seen verpachtet. Pächter (Stand 2021) ist der Angler-Verein Kochel am See e.V.
Der Rettensee ist unbeschildert vom Prälatenweg von Benediktbeuern aus zu erreichen. Der Zugang für die Allgemeinheit ist gem. Verordnung des Landratsamtes Bad Tölz-Wolfratshausen über die Beschränkung und Regelung des Betretungsrechts in dem Wiesenbrütergebiet Loisach-Kochelsee-Moore im Zeitraum 20. März bis 15. Juli eines jeden Jahres verboten.
Weitere Kleinseen in den Loisach-Kochelsee-Mooren sind Eichsee, Rohrsee, Fichtsee, Höllsee und Karpfsee.